# Чесники
Че́сники — село в Україні, у Рогатинській міській громаді Івано-Франківського району Івано-Франківської області.

## Історія

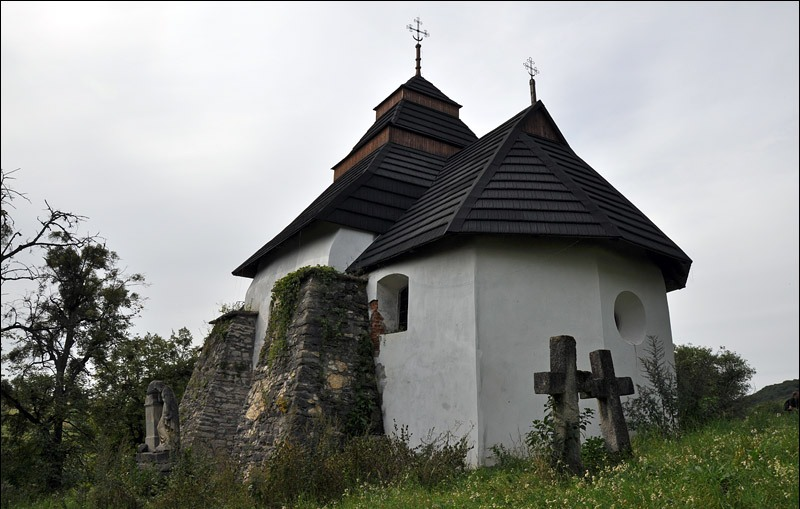
Церква Святого Миколая XII—XIII ст.

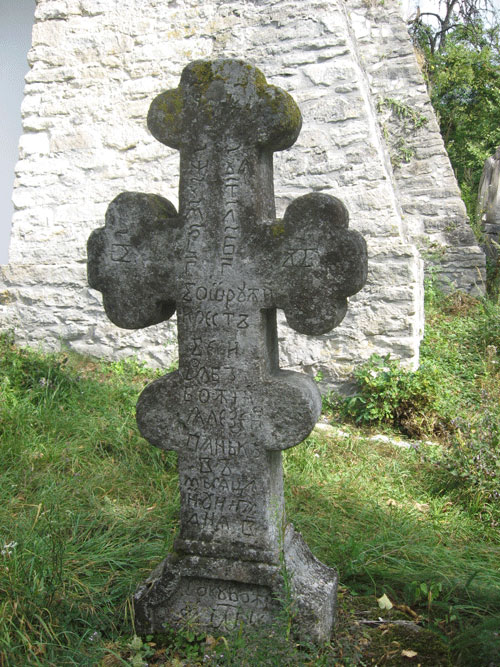
Хрест 18 ст. біля церкви Святого Миколая

Перша письмова згадка припадає на 1368 рік. У роки татарського лихоліття спеціально будувалися Божі храми, які ще виконували роль оборонних споруд. Власне такою є церква у Чесниках. Вона мурована, була огороджена кам'яними стінами, земляними валами і ровами.
Згадується 5 травня 1449 року в книгах галицького суду.
У податковому реєстрі 1515 року в селі документується піп (отже, уже тоді була церква) і 5 ланів (близько 125 га) оброблюваної землі.
Про події в Чесниках у XVI—XVII ст. відомо небагато, бо то був час закріпачення селян і посилення експлуатації галицьких земель польськими завойовниками. Збереглося свідчення, що в першій половині XVII ст. у Чесниках діяв оборонний замочок.
Словник Географічний зазначає, що в Чесниках був замок — осідок родини польських магнатів Казановських.
Станом на 1 серпня 1934 входило до ґміни Пуків Рогатинського повіту Станиславівського воєводства Польської республіки.
У 1939 році в селі проживало 1650 мешканців (1530 українців, 20 поляків, 60 латинників, 40 євреїв).
8 травня 1950 року під час проведення облави в селі Чесниках Рогатинського району майор МҐБ Авсюков ще з одним солдатом зайшли у крамницю купити цигарок. Незабаром туди підбігли двоє «стрибків» і через двері смертельно поранили п'яного майора. Так безславно загинув ще один фігурант дошки пошани та «герой плаща і кинджала».
12 червня 2020 року, відповідно до Розпорядження Кабінету Міністрів України  № 714-р «Про визначення адміністративних центрів та затвердження територій територіальних громад Івано-Франківської області», увійшло до складу Рогатинської міської громади.
19 липня 2020 року, в результаті адміністративно-територіальної реформи та ліквідації Рогатинського району, село увійшло до складу новоутвореного Івано-Франківського району.

## Відомі персоналії
Уродженці
- Остап Весоловський — український політичний та громадський діяч, делегат Української Національної Ради ЗУНР, батько українського композитора та музиканта Богдана Весоловського.
- Микола Їжак — український священник, один із двох перших капеланів УСС.
- Любинецький Роман Миколайович (1885—1945) — український співак і педагог.
- Орест Шеремета  — митрофорний протоієрей УГКЦ[7].

Мешканці
- Андрій Михайлович Білоус (26.11.1982 с. Пуків — 31.10.2014 с. Кримське, Новоайдарський район, Луганська область)  — загиблий у бою з російським агресором боєць 24 механізованої Яворівської бригади[8].

##### Учасники Російсько-української війни
- Тарас Кава (14.03.1983—04.06.2023)